# Lophorache eustrotiodes
Lophorache eustrotiodes là một loài bướm đêm trong họ Noctuidae.